# (725095) 2008 TN208
(725095) 2008 TN208 (también designado 2010 GZ60) es un asteroide perteneciente al cinturón de asteroides, originalmente estimado por el JPL como un asteroide cercano a la Tierra de aproximadamente 2 kilómetros de diámetro. Sin embargo, ahora se sabe que pertenece a la región interior del cinturón de asteroides y que no se acerca a menos de 1.5 UA (220 millones de km) de la Tierra.

## Descripción
(725095) 2008 TN208 fue observado durante 1.2 días por la misión NEOWISE del telescopio espacial Wide-field Infrared Survey Explorer (WISE) de la NASA entre el 5 y el 6 de abril de 2010. Desde entonces, no se ha vuelto a observar. A mediados de noviembre de 2010, la incertidumbre sobre su posición había aumentado a ± 1000 millones de km. Debido a la excepcionalmente deficiente determinación de su órbita, se consideró teóricamente un impacto terrestre, ya que muchas soluciones de impacto eran compatibles con los datos. (725095) 2008 TN208 no alcanzó varias fechas de impacto calculadas.
En febrero de 2018, el equipo de NEOWISE volvió a analizar sus datos y encontró una detección adicional del 5 de abril de 2010 que extendió el arco de observación en aproximadamente tres horas. Como resultado de esta observación adicional, la nueva órbita se acerca más a la de una órbita del cinturón principal, y (725095) 2008 TN208 fue eliminado de la Tabla de Riesgo de Sentry el 23 de febrero de 2018.

## Soluciones orbitales previas a 2018
Hasta febrero de 2018, (725095) 2008 TN208 se identificó en solo 14 imágenes, y las observaciones abarcaron un arco de observación muy corto de 1 1⁄4 días durante el 5 y 6 de abril de 2010. El 5 de abril de 2010, se estimó que el asteroide se encontraba a 1.8 UA (270 000 000 km) de la Tierra, con una incertidumbre en la distancia del asteroide de ± 500 millones de km. Con un perihelio (aproximación más cercana al Sol) estimado en 1.16 ± 3.5 UA, era posible que este asteroide apenas entrara en la órbita de Júpiter, que se encuentra a 5 UA del Sol. Sin embargo, debido a la brevedad de las observaciones, la órbita del objeto solo se conocía con el parámetro de incertidumbre más alto posible de 9 y una nota orbital de E, por lo que los elementos orbitales calculados presentaban un amplio margen de error.
Utilizando las mismas 14 observaciones, los cálculos orbitales de 2017 mostraron 481 posibles aproximaciones a la Tierra entre 2017 y 2116, con una calificación acumulada de -0.76 en la Escala de Riesgo de Impacto Técnico de Palermo, la más alta para cualquier objeto en la Tabla de Riesgo Sentry de la NASA durante 2017 y principios de 2018. Esta alta calificación se debió al tamaño estimado del objeto y a los cientos de posibles aproximaciones a la Tierra, más que a la confianza en la predicción de un único impactador virtual. En febrero de 2018, se sabía que 144 objetos cercanos a la Tierra tenían un diámetro de al menos 2 km. (725095) 2008 TN208 fue el objeto más grande registrado en la Tabla de Riesgos de Sentry.
(725095) 2008 TN208 no alcanzó cuatro fechas de impacto virtual consideradas en los cálculos de órbita de 2017: 22 de mayo de 2017, 1 de diciembre de 2017, 20 de diciembre de 2017 y 8 de enero de 2018. La próxima aproximación potencial de (725095) 2008 TN208 estaba prevista para el 17 de diciembre de 2018, con una probabilidad de impacto de 1 entre 91 millones. La solución nominal del JPL Horizons estimó que el 17 de diciembre de 2018 el asteroide se encontraría a 1.9 UA (280 000 000 km) de la Tierra, con una incertidumbre de 3 sigma de ± 10 000 millones de km.
Entre las posibles aproximaciones cercanas, la del 10 de febrero de 2027 presentó el mayor riesgo de impacto, con una calificación en la Escala de Palermo de -1.98, la tercera más alta para cualquier objeto en la Tabla de Riesgo Sentry a principios de 2018. Sin embargo, la incertidumbre en la distancia geocéntrica el 10 de febrero de 2027 era de ± 17 000 millones de km. La probabilidad de que este asteroide impactara con la Tierra el 10 de febrero de 2027 era de 1 entre 4.8 millones.

## Solución orbital de 2018
En febrero de 2018, el equipo de NEOWISE reanalizó sus datos y encontró una detección adicional del 5 de abril de 2010 que extendió el arco de observación en aproximadamente tres horas. Esta nueva observación resultó en que la Base de Datos de Cuerpos Pequeños del JPL elevara el perihelio nominal (máximo acercamiento al Sol) de 1.2 UA a 2.2 UA. Utilizando la solución orbital del 21 de febrero de 2018, aún poco restringida, JPL Horizons mostró que, en la fecha de descubrimiento del 5 de abril de 2010, se estima que el asteroide se encontraba a 2.2 UA (330 000 000 km; 200 000 000 mi) de la Tierra, con una incertidumbre en la distancia del asteroide de ±350 millones de km y alejándose de la Tierra a 13±41 km/s. Se estimó que el perihelio (máximo acercamiento al Sol) ocurrió alrededor de septiembre de 2010. El afelio (máximo acercamiento al Sol) se estimó que ocurrió alrededor de febrero de 2016. En marzo de 2018, se estimaba que el asteroide se encontraba a 7.5 UA (1100 millones de km) de la Tierra. El perihelio (máximo acercamiento al Sol) podría no volver a ocurrir hasta agosto de 2021.
Las órbitas calculadas con solo unas pocas observaciones pueden ser poco fiables. Los arcos de observación cortos pueden provocar que las órbitas generadas por computadora rechacen algunos datos innecesariamente. La determinación de la órbita del JPL de 2018 muestra un semieje mayor de 4.9 UA (aunque con una gran incertidumbre de 20 UA), que estaría cerca de la órbita de Júpiter. Dicha órbita sería inestable a menos que se tratara de un troyano de Júpiter. Los troyanos de Júpiter tienen una distancia de 4.6 UA < semieje mayor < 5.5 UA; excentricidad < 0.3. El semieje mayor nominal de (725095) 2008 TN208 en 2018 se encontraba justo fuera del cinturón de asteroides. A medida que se recibían más observaciones, se esperaba que la órbita se determinara como la de un asteroide del cinturón principal, ya que son, con diferencia, los objetos descubiertos más numerosos en el Sistema Solar y representan el 94 % de todos los cuerpos conocidos. Los asteroides del cinturón principal exterior tienen un semieje mayor inferior a 4.6 UA. La inclinación orbital es el aspecto más fácil de determinar, y tanto el JPL como el MPC la indican en torno a los 16.4 grados.
La solución orbital de 2018 del Centro de Planetas Menores utilizó 12 de las 15 observaciones y también clasificó al asteroide como un asteroide del cinturón principal. La nueva observación encontrada en 2018 resultó en el aumento del perihelio (aproximación más cercana al Sol) del MPC de 1.37 UA a 1.98 UA. La solución del MPC estimó que el asteroide llegó al perihelio a 1.98 UA del Sol alrededor de febrero de 2009. En la fecha de descubrimiento del 5 de abril de 2010, se estimó que el asteroide se encontraba a 2.3 UA de la Tierra y a 2.6 UA del Sol. En marzo de 2018, se estimó que el asteroide se encontraba a 1.8 UA (270 millones de km) de la Tierra, con una oposición que ocurrió alrededor del 19 de marzo de 2018 con una elongación solar de 167 grados en la constelación de Virgo.